# Cornville (Maine)
Cornville város az USA Maine államában, Somerset megyében. Lakosainak száma 1317 fő (2020. április 1.).

## Népesség
A település népességének változása:

| 2010 | 1 314 |
| 2020 | 1 317 |